# Cambligneul
Cambligneul é uma comuna francesa na região administrativa de Altos da França, no departamento de Pas-de-Calais. Estende-se por uma área de 4,69 km². Em 2010 a comuna tinha 345 habitantes (densidade: 73,6 hab./km²).